# Marché commun du Golfe

Les États du Conseil de coopération du Golfe font tous partie du marché commun.

Le marché commun du Golfe est une union économique entre les six monarchies du Golfe Persique ; cette union a pour but d'ouvrir les frontières aux personnes, capitaux et marchandises et à plus long terme de créer une monnaie unique sur le modèle européen. L'annonce a été faite à la fin du 28e sommet du Golfe à Doha et il a officiellement été créé le 1er janvier 2008.

## Pays membres
Les pays membres sont ceux du CCG : 
- Arabie saoudite
- Oman
- Koweït
- Bahreïn
- Émirats arabes unis
- Qatar

## Objectifs
Les pays, déjà réunis au sein du Conseil de coopération du Golfe tirent leur richesse principalement grâce à l'exploitation des produits pétroliers, cette union vise dans un premier temps à renforcera leur pouvoir de négociation au niveau international, de par une part de marché plus importante.
Un autre volet important concerne l'ouverture des frontières et donc la liberté de circulation des citoyens, notamment pour des raisons d'emploi et d'éducation. Ainsi, les travailleurs migrants pourront désormais travailler, acheter des maisons et des entreprises, des actions commerciales, aller à l'école et recevoir un traitement médical au sein des six États, quelle que soit sa nation d'origine ; ces droits seront cependant inapplicables aux travailleurs migrants est-asiatiques et sud-asiatiques, très nombreux dans la région, notamment dans le secteur du BTP.
Lors du 28e sommet du Golfe, en 2007, Al-Attiyah, le ministre qatari de l'énergie et de l'industrie a annoncé la mise en étude d'un certain nombre de projets régionaux majeurs portant sur l'énergie nucléaire, un système ferroviaire commun et le réseau d'eau. Il a par ailleurs mis en avant le fait qu'un réseau de distribution d'énergie devant desservir toute la région en cas d'urgence était déjà achevé.

## Vers un marché monétaire commun
Séparément, les pays du golfe ont manifesté leur volonté de  créer une monnaie unique et de rompre l'ancrage au dollar américain pour la lier à l'euro, qui a prouvé sa suprématie sur les marchés mondiaux de devises. 
Les banques centrales des six états, réunies lors d'une réunion du Conseil de coopération du Golfe ont réaffirmé leur désir de maintenir le lancement de leur monnaie unique en 2010, et ce, au sein d'une union monétaire dotée d'une Banque centrale du Golfe devant remplacer le Conseil monétaire du Golfe
Cependant, cette décision a été remise en cause par des distorsions entre États : le sultanat d'Oman qui a décidé de se retirer du projet, le Koweït qui préfère lier sa monnaie à un panier de devises plutôt qu'au dollar ou à l'euro, et ce dans le but de combattre l'inflation, les Émirats arabes unis refusant que la future banque centrale soit implantée à Riyad et les difficultés rencontrées par la zone euro ont achevé de mettre le projet en pause jusqu'à, au moins, 2015.
En outre, si les pays ont décidé quels objectifs fixer en matière de dette publique et de déficit budgétaire, ils n’ont pas décidé d'arrêter un seuil pour l'inflation qui est très forte dans l'ensemble des pays du golfe et provoque une volatilité des prix intenable à long terme.

## Voir aussi

Diagramme des différents partenariats entre les pays de la Ligue arabe.